# 平野憲一
平野 憲一（ひらの けんいち、1947年 - ）は日本のコメンテーター、マーケットアナリスト、実業家。元立花証券執行役員、元同社顧問を経て、現在は日経CNBCコメンテーター、ケイ・アセット代表。日本証券アナリスト協会検定会員。

## 経歴
- 千葉県出身。
- 千葉県安房高等学校を経て、高崎経済大学経済学部卒業。
- 1970年立花証券入社。2006年に同社執行役員、2012年に同社顧問に就任。
- 2014年に個人事務所ケイ・アセット代表就任[2]。
- 2015年5月より日経CNBCコメンテーター。

## 書籍
- 少額投資非課税制度NISAではじめる株式投資 ソシム ISBN  4883379094
- NISAで負けない株式投資 ソシム ISBN 4883379582
- NISAで賢い株式投資　2016年の変更点を網羅 旭屋出版 ISBN 4751111701